# Hajja Saghira
Hajja Saghira – wieś w Syrii, w muhafazie Aleppo, w dystrykcie Manbidż. W 2004 roku liczyła 1453 mieszkańców.